# Diener der beiden heiligen Stätten

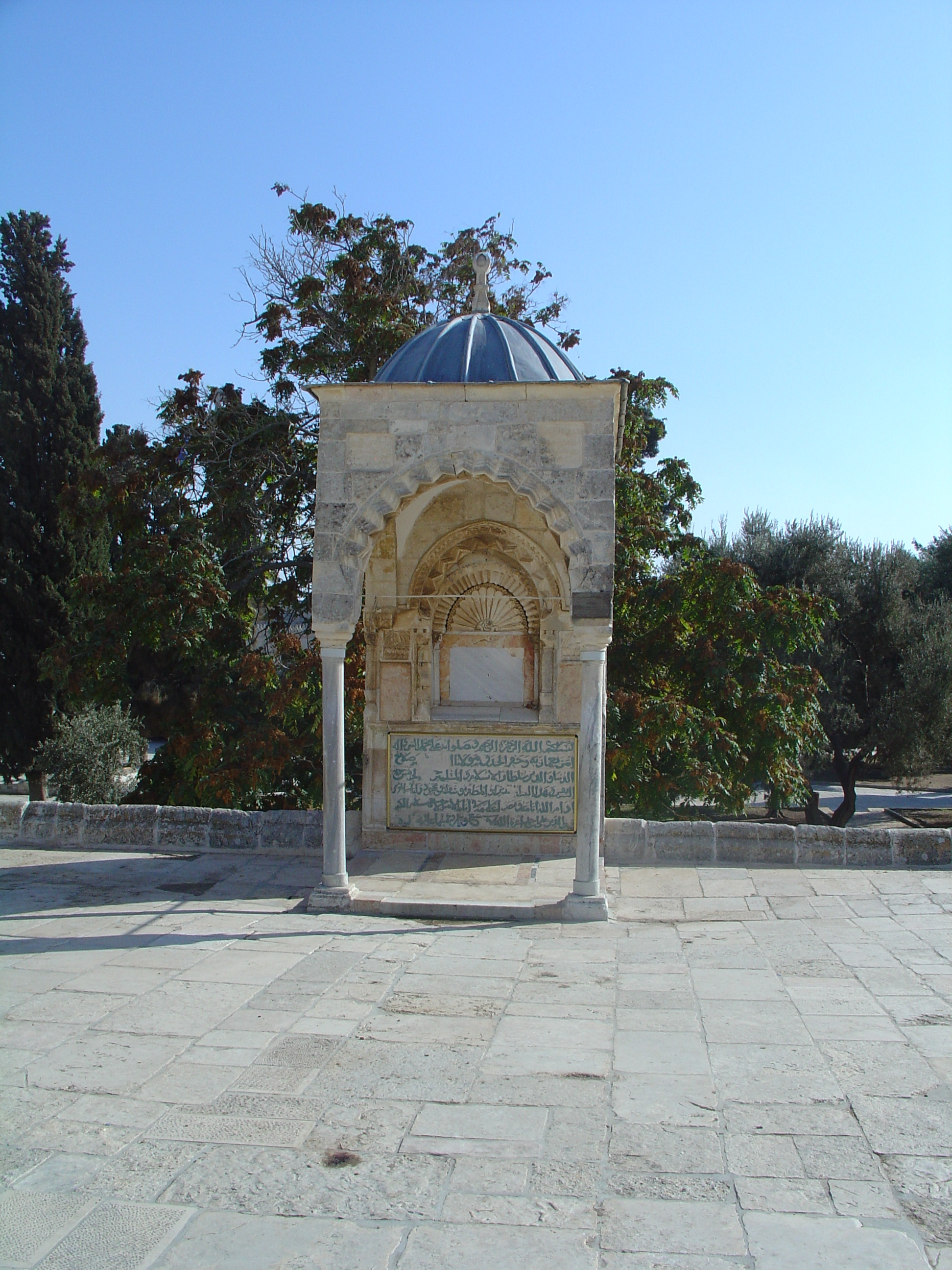
Die Qubbat Yūsuf auf dem Tempelberg in Jerusalem mit der Inschrift von 1191, in der der Titel Diener der beiden edlen heiligen Stätten zum ersten Mal vorkommt.

Diener der beiden edlen heiligen Stätten (arabisch خادم الحرمين الشريفين Chādim al-Haramain asch-scharīfain, DMG ḫādim al-ḥaramain aš-šarīfain) ist ein Herrschertitel, der seit Ende des 12. Jahrhunderts von muslimischen Herrschern verwendet wird, die die Herrschaft über die beiden im Islam heiligen Bezirke von Mekka und Medina innehaben. Der erste Herrscher, der diesen Titel führte, war Saladin. Derzeitiger Titelträger ist König Salman ibn Abd al-Aziz von Saudi-Arabien.
In offiziellen Veröffentlichungen aus Saudi-Arabien wird der Titel im Deutschen mit „Diener der beiden heiligen Moscheen“ oder „Hüter beider heiligen Stätten“ wiedergegeben. Es handelt sich jeweils um Übersetzungen, die die Bedeutung des Titels nur annäherungsweise erfassen,  denn das arabische Wort ḥaram bezeichnet nicht eine „Moschee“, sondern ein Heiligtum oder einen heiligen Bezirk, und das Wort ḫādim hat nicht die Bedeutung von „Hüter“, sondern von „Diener“. Das arabische Adjektiv šarīf („edel, erhaben“), das Teil des vollständigen Titels ist, bleibt im Deutschen meist unübersetzt.

## Erste Verwendung unter Saladin
Der früheste Beleg für die Verwendung des Titels ist eine arabische Inschrift in der Qubbat Yūsuf auf dem Tempelberg, die auf das Jahr 587 der Hidschra (= 1191 n. Chr.) datiert ist. Hier wird Saladin als „Diener der beiden edlen Heiligen Stätten und dieses geheiligten Hauses“ (ḫādim al-ḥaramain aš-šarīfain wa-hāḏa al-bait al-muqaddas) bezeichnet. Der Text ist an der betreffenden Stelle heute teilweise nicht mehr lesbar, doch ist er in der von Max van Berchem herausgegebenen Sammlung arabischer Inschriften von Jerusalem mit französischer Übersetzung vollständig wiedergegeben. Bernard Lewis vermutet, dass die Einführung des neuen Titels im Zusammenhang mit der Rivalität zwischen Saladin und dem abbasidischen Kalifen an-Nāsir li-Dīn Allāh um die Oberhoheit über den Haddsch und die Heiligen Stätten im Hedschas erfolgte. Nach Saladin trugen den Titel auch die anderen Ayyubiden-Sultane, später die ägyptischen Mamluken.

## Mamlukische Periode
Der mamlukische Kanzleibeamte al-Qalqaschandī (1355–1418) erklärt in seiner Enzyklopädie „Morgenröte des Nachtblinden“ (Ṣubḥ al-aʿšā) den Titel, wie folgt: „‚Diener der beiden edlen heiligen Stätten‘ (ḫādim al-ḥaramain aš-šarīfain) gehört zu den Herrschertiteln. Gemeint ist der Haram der hochgeehrten Stadt Mekka und derjenige der edlen Prophetenstadt (= Medina).“ Der Titel war mit der Verpflichtung verbunden, die beiden Heiligen Stätten mit Getreide zu versorgen, Subsidienzahlungen an die Scherifen von Mekka zu leisten und die an den beiden Heiligen Stätten lebenden Gelehrten und Armen finanziell zu unterstützen. Wenn diese Hilfsleistungen mit der Pilgerkarawane in Mekka eintrafen, wurde dort die Chutba im Namen des herrschenden Sultans mit dem Ehrentitel „Diener der beiden heiligen Stätten“ vorgetragen.
Seit der mamlukischen Zeit werden auch der Tempelberg in Jerusalem mit der al-Aqsa-Moschee und das Grab der Patriarchen in Hebron als Haram-Bezirke betrachtet. Der hanbalitische Gelehrte Mudschīr ad-Dīn al-ʿUlaimī (1456–1522), der eine Geschichte von Jerusalem und Hebron abfasste, deutete dort auch den Titel „Diener der beiden edlen heiligen Stätten“ um, indem er ihn auf diese beiden Städte bezog. Den herrschenden mamlukischen Sultan Kait-Bay (reg. 1468–1496) titulierte er als „Diener der beiden edlen heiligen Stätten, der al-Aqsa-Moschee und der Moschee von Hebron, Sonne und Mond“.

## Osmanische Periode
Timur hat sich in einem undatierten Brief an den osmanischen Herrscher Bayezid I. darüber beschwert, dass der mamlukische Sultan in seiner Zeit dazu übergegangen war, sich „Sultan der beiden Heiligen Stätten“ zu nennen, und geäußert, dass es doch schon genug der Ehre sei, wenn er sich „Diener“ (ḫādim) der beiden Heiligen Stätten nenne. Aus einer osmanischen Quelle geht hervor, dass die osmanischen Herrscher im frühen 15. Jahrhundert die ägyptischen Sultane als „mein Vater, Sultan der beiden Heiligen Stätten“ (sulṭān-ı ḥaramain babam) adressierten. Erst Mehmed II., der mit Unterbrechungen zwischen 1444 und 1453 regierte, ersetzte diese Anrede durch die weniger ehrerbietige Formel „Diener der beiden Heiligen Stätten“ (ḫādim al-ḥaramain).
Als 1516/17 der osmanische Sultan Selim I. Syrien und Ägypten eroberte, gingen die Schutzrechte über die beiden Heiligen Stätten an ihn über. Nach dem Bericht des mekkanischen Geschichtsschreibers Qutb ad-Dīn an-Nahrawālī (gest. 1582) wurde Selim zum ersten Mal als „Diener der beiden edlen heiligen Stätten“ tituliert, als er nach der Schlacht von Mardsch Dabiq Einzug in Aleppo hielt. Er soll darüber höchst erfreut gewesen sein und den Chatīb, der ihn so tituliert hatte, mit einem Ehrengewand ausgestattet und reichlich beschenkt haben. Die Osmanischen Sultane nach ihm führten diesen Titel bis zum Untergang des Reiches.

## Reaktivierung des Titels unter saudischer Herrschaft
1986 wurde der Titel Chādim al-Haramain von den Königen von Saudi-Arabien reaktiviert. Der Titel ist wichtig für die religiöse Legitimation des saudischen Herrscherhauses. Allerdings haben auch die arabischen Gegner der Saudis in ihrer Polemik öfters auf diesen Titel Bezug genommen. So hat beispielsweise die irakische Propaganda unter Saddam Hussein Ende der 1980er Jahre den saudischen Herrscher in Anspielung an den neu angenommenen Titel Chādim al-Haramain als Chā'in al-Haramain („Verräter der beiden Heiligen Stätten“) verspottet.